# Tempio della Luna (Roma)

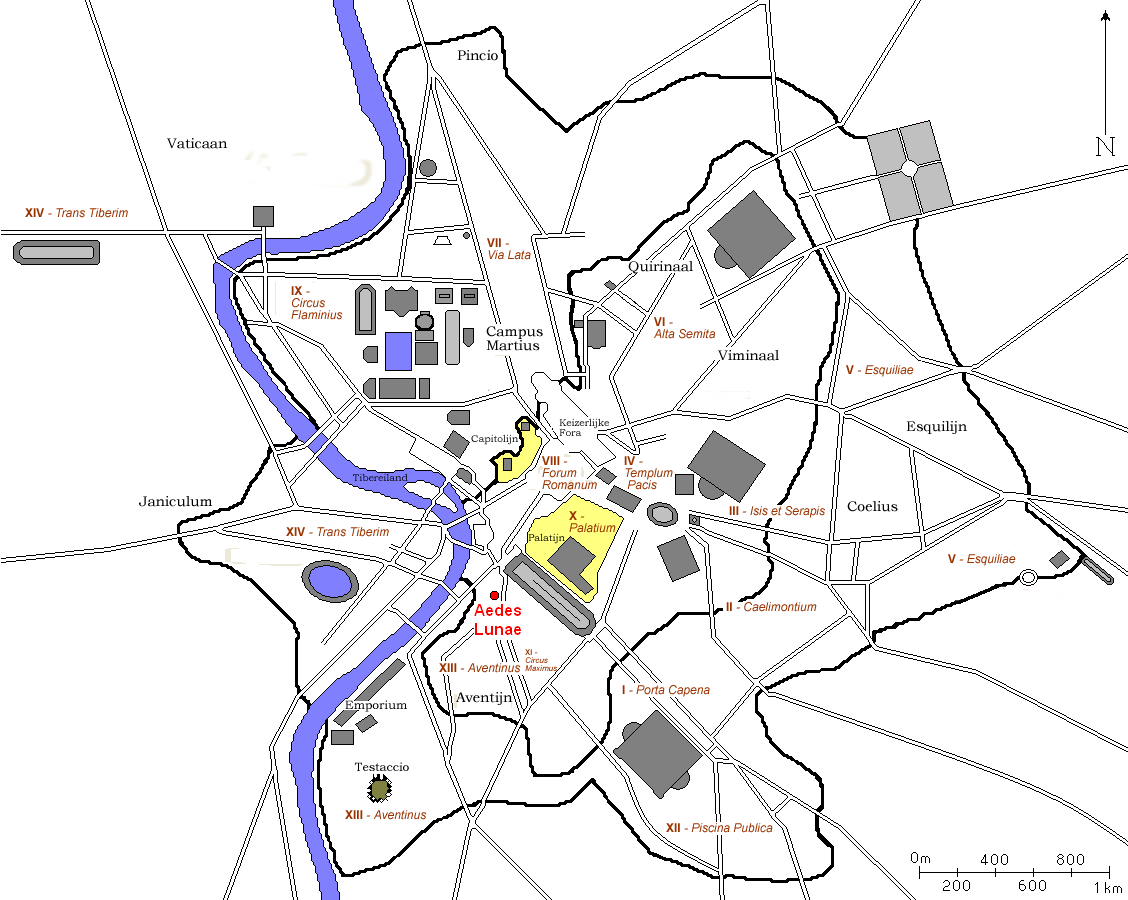
Posizione del tempio della Luna nella mappa dell'antica Roma

Il tempio della Luna  (in latino: templum o aedes Lunae) era un tempio dell'antica Roma, dedicato alla Luna sul colle Aventino. La sua dedica era celebrata il 31 marzo.

## Storia
Secondo Tacito, il tempio fu costruito dal re Servio Tullio, ma la prima menzione del tempio della Luna si trova in occasione di un prodigio avvenuto nel 182 a.C., quando un colpo d'aria impetuoso scardinò una delle sue porte e la mandò a sbattere contro il retro del tempio di Cerere. Questo racconto rende probabile la localizzazione del tempio sulla estremità settentrionale del colle, proprio sopra la porta Trigemina. Il tempio fu poi colpito da un fulmine all'epoca della morte di Cinna; inoltre, dopo la distruzione di Corinto, Mummio dedicò alcune delle spoglie della città greca in questo tempio. Il tempio della Luna fu poi distrutto nel grande incendio di Roma del 64, e non venne successivamente riedificato.